# بروکس (کنتاکی)
بروکس (به انگلیسی: Brooks) یک منطقهٔ مسکونی در ایالات متحده آمریکا است که در شهرستان بولت، کنتاکی واقع شده‌است. بروکس ۱۱٫۷ کیلومتر مربع مساحت و ۲٬۴۰۱ نفر جمعیت دارد و ۱۵۵ متر بالاتر از سطح دریا واقع شده‌است.